# باغراس
باغراس هي بلدة وقلعة تقع بالقرب من مدينة الإسكندرونة،تركيا.